# Wiktor Balcarek
Wiktor Balcarek (ur. 29 grudnia 1915 w Świętochłowicach, zm. 30 sierpnia 1998 w Bytomiu) – polski szachista.

## Kariera szachowa
W 1931 r. wstąpił do szachowego klubu „Hetman” w Świętochłowicach, który rozpadł się w 1934 roku. Został więc członkiem chorzowskiego klubu „1916”, który w latach 1935 i 1936 r. został mistrzem Śląska i Zagłębia. Opuścił klub w 1938 r. wraz z powołaniem do czynnej służby wojskowej.
W latach 1949–1957 sześciokrotnie awansował do finałów mistrzostw Polski, w 1950 roku w Bielsku-Białej zdobył tytuł mistrza kraju. Reprezentował Polskę na olimpiadzie szachowej w Moskwie w 1956 roku, uzyskując wynik 1½ z 7 partii z pozycji drugiego rezerwowego.
Grał w barwach śląskich klubów, najdłużej reprezentował „Start” Katowice. Jako reprezentant tego klubu oraz miasta Katowic (w 1946) zdobył łącznie 12 medali drużynowych mistrzostw Polski: złoty (1958), trzy srebrne (1957, 1959, 1973) oraz osiem brązowych (1946, 1955, 1956, 1960, 1963, 1965, 1968, 1970).
Według retrospektywnego systemu Chessmetrics, najwyżej sklasyfikowany był we wrześniu 1956 r., zajmował wówczas 174. miejsce na świecie.